# 필라델피아 세븐티식서스
필라델피아 세븐티식서스(영어: Philadelphia 76ers)는 미국 펜실베이니아주 필라델피아를 연고지로 하는 NBA 동부 콘퍼런스 애틀랜틱 디비전 소속 프로농구 팀으로 홈구장은 엑스피니티 모바일 아레나이다.

## 역사

### 초창기
1946년에 이탈리아계 미국인 사업가 대니얼 비아손(1909~1992)의 주도로 NBL 팀 시라큐스 내셔널즈(영어: Syracuse Nationals)로 창단하여 1949년에 NBA에 가입하면서 본격적인 역사를 시작했다. 초창기 NBA의 강호 중 한 팀으로 1950년대에 알 서비 감독의 지도 하에 돌프 셰이즈(영어: Dolph Schayes)를 앞세워 강호로 군림하면서 PO 단골 손님이자 챔피언 결정전 단골 손님으로 명성을 날렸다. 1950년대 동안 총 세 번의 챔피언 결정전에 올랐고, 이 중 한 차례 우승에 성공했다.
그러나 원래 연고지인 시라큐스는 상업적으로 이익을 창출하기에는 그리 큰 도시가 아니었다. 1963년에 루스벨트 페이퍼 창업주 어브 코슬로프와 아이크 리치만에게 매각되어 펜실베이니아주 필라델피아로 연고지 이전을 단행하고 현 팀명을 개칭했다.

### 윌트 체임벌린의 시대
원래 강한 전력으로 유명했던 그들이었지만, 여기에 황금시대를 여는 중요한 영입을 성사시키는데, 바로 필라델피아가 고향이던 불세출의 센터 윌트 체임벌린을 샌프란시스코 워리어스로부터 영입하는데 성공한 것이다. 원래 워리어스가 필라델피아의 NBA 팀이었지만, 이들이 서부로 이전했고, 체임벌린은 이 영입을 통해 고향으로 다시 돌아올 수 있었다. 그리고 고향으로 돌아온 체임벌린의 활약을 앞세워 빌 러셀이 버티던 보스턴 셀틱스의 9연속 우승 도전을 저지하고, 1966~1967 시즌 우승에 성공한다. 1966~1967 시즌의 필라델피아는 역대급의 시즌을 기록하는데, 우승도 우승이지만 정규시즌에 그들이 거둔 성적은 무려 68승 13패였고, 처음 50경기에서는 46승 4패를 기록했을 정도로 적수가 없던 팀이었다.
초창기 NBA에서 필라델피아는 엄청난 강호였는데, 1949~1950 시즌부터 1970~1971 시즌까지 모두 PO에 진출, 22년 연속 PO 진출이라는 NBA 기록을 가지고 있는 팀이었다. 그러나 이 많은 진출에도 불구하고 챔피언전 우승은 앞에서 설명한 두 번이 전부. 주로 같은 컨퍼런스의 넘을 수 없는 벽, 보스턴 셀틱스에게 당한 패배가 많았다. 대표적으로 1964~1965 시즌 컨퍼런스 파이널에서 7차전 끝내기 가로채기를 당하면서 당한 역전패가 유명한 사례. 어쨌든 PO에서는 죽을 쑨 편이지만, 그래도 강호로서 군림했던 그들은 이해할 수 없는 트레이드를 단행하면서 스스로 암흑기로 걸어들어간다.
바로 팀의 기둥이었던 윌트 체임벌린을 로스앤젤레스 레이커스로 트레이드시킨 것. 비록 나이가 들었다고 하지만, 위력적이었던 체임벌린을 트레이드하면서 빚어진 전력의 공백은 쉽게 메워지지 못했고, 이 때문에 1975~1976 시즌을 빼고 플옵에는 잘 나가지 못했다. 특히 1972~1973 시즌은 희대의 망한 시즌이 되어, '9승 73패, 승률 0.109' 라는 희대의 기록을 남겼다. 이 기록은 2011~2012 시즌 샬럿 밥캣츠가 7승 59패 승률 0.106으로 갱신하기 전까지 역대 최저 기록이자, 82경기 정규 시즌 기록으로는 아직도 역대 NBA 최저다. 만약, 1패만 더했다면, 승률은 1할이 채 되지 않는다.

### 줄리어스 어빙의 시대
절망 같은 세월을 보낸 팀에 서광이 드리운 것은 1976년으로, 2년 전부터 부임한 팻 윌리엄스 단장은 ABA의 붕괴로 인한 리그 확장 과정에서 뉴저지 네츠로부터 줄리어스 어빙을 영입하는데 성공한 것에서 시작되었다. 당시 NBA 가입금이 없던 네츠가 어빙을 매물로 내놓자, 과감하게 600만 달러를 배팅해서 어빙을 영입했다.
1981년에 향토사업가 해롤드 카츠가 팀을 인수한 뒤 1982년에 휴스턴 로키츠로부터 역시 ABA의 스타였던 모제스 말론까지 영입하면서 순식간에 전력이 강화되었다. 이 둘을 주축으로 필라델피아는 1980년대 전성시대를 열었다. 치열한 혈전을 벌이면서 점차 강해진 그들은 마침내 1983년 카림 압둘자바와 매직 존슨이 이끌던 로스앤젤레스 레이커스를 4-0으로 발라버리면서 우승에 성공했다. 이때 필라델피아는 동부파이널에서만 밀워키 벅스에게 1게임을 내주었을뿐, 모든 시리즈를 스윕하면서 일명 'Fo-Fi-Fo'라는 압도적인 포스트시즌 퍼포먼스를 보여주었다. 그러나 결국 이 시기에도 우승은 딱 한 번 이 때만 차지하는데, 역시 보스턴 셀틱스와 로스앤젤레스 레이커스의 위세를 넘지 못했기 때문이다.

### 찰스 바클리의 시대
어빙과 말론이 노쇠화되던 1984년에 데뷔한 찰스 바클리는 전투적인 플레이로 고군분투했지만, 별다른 성과를 내지 못한 데다 마이클 조던이나 하킴 올라주원 같은 드래프트 동기들이 자신을 앞서고, 카츠 구단주의 전횡과 투자 소홀, 투지가 없는 프런트에도 염증이 난 나머지 1991/92 시즌을 끝으로 트레이드를 요구해 피닉스 선스로 이적했다.
1992년 오프시즌 때 진 슈 단장은 선수 인사부장으로, 라이넘 감독은 단장으로 보직 이동됐으며 덴버 너기츠의 감독이던 덕 모가 지휘봉을 잡았고, 바클리를 선스로 내보낸 댓가로 제프 호나섹과 팀 페리, 앤드류 랭 등 3명을 사들였으나, 팀에 이렇다할 만한 구심점이 없는 게 문제였다. 특히 PF 아몬 길리엄은 슛 성공률이 나빴으며, 마누트 볼도 노쇠했다. 또 클라렌스 웨더스푼은 아직 신인이었다. 정규시즌 들어서 연패를 거듭하자 덕 모 감독이 도중에 잘렸고, 프레드 카터 코치가 감독 대행을 맡아 만회를 시도하려다 26승 56패로 굴러떨어졌다.
1993년 드래프트 때 브리검 영 대학교 출신 숀 브래들리를 전체 2번으로 뽑고, 그를 가르치기 위해 밀워키에서 FA로 풀린 모제스 말론을 다시 불렀다. 또한 마누트 볼, 아몬 길리엄 등 7명을 방출한 뒤, 주 득점원인 허시 호킨스를 샬럿 호네츠가 17번으로 뽑은 그렉 그레이엄, 다나 배로즈, 시드니 그린 3종 세트와 맞바꾸는 등 대형 트레이드를 했다. 정규시즌 후반 들어 신인 브래들리가 부상으로 드러눕자 배로즈가 메꿔 줬지만 25승 57패로 끝냈고, 1994년에 카츠 구단주는 라이넘 단장과 카터 감독을 경질시키고 샌안토니오 스퍼스 감독이던 존 루카스에게 단장 및 감독 자리까지 주면서 전권을 쥐게 한 바 있다.
신임 감독 루카스는 동기부여를 위해 애틀랜틱 시티에서 미니 캠프를 열었고, 브래들리에겐 보디빌딩 훈련을 시키고 그의 피봇 플레이 육성을 위해 카림 압둘자바를 초빙하기도 했다. 루카스 감독은 브래들리를 포스트 센터로 키우고자 패싱 기술을 늘리는 데 주력했고, 트레이드 시장에서 시카고 불스로부터 스캇 윌리엄스를 사들인 뒤 드래프트에서 전체 6번으로 클렘슨대 출신 샤론 라이트를, 20번으로 B.J. 타일러를 전체 20번으로 각각 뽑았다. 마침 브래들리가 건강을 되찾아 정규시즌 내내 전 경기를 소화해내며 페인트존을 지키는 데에는 능하나, 필드골 성공률이 45.5%밖에 안되는 등 기술적으로 부진해 최종적으로 24승 58패를 찍었다. 1995년 드래프트에서 전체 3번으로 UNC 출신 제리 스택하우스를 뽑고, 배로즈를 보스턴으로 파는 등 쇄신을 했으며 정규시즌 한달 뒤에는 발전이 더딘 브래들리를 그렉 그레이엄, 팀 페리와 묶어서 뉴저지 네츠의 에이스 데릭 콜먼, 션 히긴스, 렉스 월터스 3명과 맞바꿨다. 그럼에도 최종 성적은 18승 64패였다.

### 앨런 아이버슨의 시대
1996년에 카츠 구단주는 컴캐스트에 경영권을 팔면서 스포츠 및 엔터테인먼트 관련 계열사 '컴캐스트 스펙테이커' 산하가 됐고, 2대 주주 에드 스나이더가 회장직을 맡아 공동주주 팻 크로치를 사장으로, 전 포틀랜드 트레일블레이저스 선수 인사부사장 브래드 그린버거를 운영부사장 겸 단장으로 각각 앉혔고, 감독직엔 루카스 대신 동 팀 코치이던 조니 데이비스를 앉혔다.
뒤이어 팀은 정든 스펙트럼을 떠나 신축구장 '코어스테이트 센터'로 이전했고, 신임 사장 크로치는 '5년 계획'을 선포하며 새 출발을 알렸다. 드래프트 1번으로 지명한 조지타운대 출신 앨런 아이버슨을 뽑고 스택하우스랑 짝을 지었지만 22승 60패를 찍었다.
1997년 오프시즌 때 팀 로고와 색깔을 흰색, 검정색, 빨강 등으로 바꾼 뒤, 그린버그 단장과 데이비스 감독을 해임시키고 대학농구 해설위원이던 빌리 킹을 관리부사장으로, 인디애나 페이서스에서 온 래리 브라운을 단장 겸 감독으로 앉혀 전권을 부여했다. 드래프트에서 전체 2번으로 유타대 출신 키스 밴혼을 뽑았으나 뉴저지 제츠가 7번으로 뽑은 팀 토마스랑 맞바꿨고, 거기에 짐 잭슨과 에릭 몬트로스도 덤으로 샀다.
정규시즌 초반 들어 성적이 여전히 부진하자 1997년 12월에 몬트로스 및 스택하우스, 2005년 드래프트 2라운드 픽을 디트로이트 피스톤즈의 애런 맥키, 테오 라틀리프, 2003년 드래프트 1라운드 픽과 맞바꾸고, 1998년 1월에는 동년 드래프트 2라운드 픽을 시애틀 슈퍼소닉스의 에릭 스노우랑 바꾼 뒤 2월에는 웨더스푼 및 짐 잭슨을 골든스테이트 워리어스의 조 스미스 및 브라이언 쇼랑 바꾸기도 했다.
이 시즌에서 단신이지만 득점왕으로 성장한 아이버슨의 활약을 앞세워 이전 시즌 대비 11승 더 늘어난 31승 51패를 기록한 후, 1998/99 시즌을 앞두고 빌리 킹이 단장 자리를 맡아 드래프트에서 전체 8번으로 래리 드류를 뽑는 한편, 아이버슨을 중심으로 역사상 최다 득점왕 및 플옵 진출 달성 등을 이루며 다시금 부흥했다. 2000-01 시즌에는 아이버슨을 필두로 스노우, 라틀리프, 맥키, 토니 쿠코치 등 수비수 4명을 앞세워 리그를 씹어먹었고, 포스트시즌에 앞서 토니 쿠코치 등을 팔아 애틀랜타 호크스에서 디켐베 무톰보를 사들여 동부 컨퍼런스 결승에서 밀워키 벅스를 꺾어 파이널까지 갔으나, 플옵 동안 주축 선수들이 부상을 많이 입은 탓에 로스앤젤레스 레이커스에게 1승 4패로 굴러떨어져 트로피를 못 얻었다.
그 뒤 아이버슨과 브라운 감독의 불화로 인해 2003년에 브라운 감독이 디트로이트 피스톤즈로 떠났고, 아이버슨 홀로 남은 채 타 팀들의 지역방어에 시달렸다. 이에 팀은 데릭 콜먼과 키스 밴 혼, 글렌 로빈슨 등으로 '2옵션'을 만들어 아어버슨을 보좌했으나 이마저도 오래 가지 못했고, 아이버슨은 2006~2007 시즌 도중에 덴버 너기츠로 트레이드되면서 팀을 떠났다.

### 앨런 아이버슨이후
2004년 NBA 드래프트에서 안드레 이궈달라를 영입했다. 2006년, 팀의 주축이었던 앨런 아이버슨을 덴버 너기츠로 보낸 뒤 2008년 로스앤젤레스 클리퍼스에서 영입한 엘튼 브랜드를 중심으로 팀을 재구성했다. 2012년 8월 9일에 팀 내 에이스였던 안드레 이궈달라는 덴버 너기츠로 트레이드되었고, 로스앤젤레스 레이커스로부터 센터 앤드류 바이넘을 영입했다.
필라델피아가 1776년 독립 선언의 무대로 알려진 이유로 팀 이름이 붙은 것이다.
NBA팀 최초로 유니폼 광고(스텁허브)을 맺은 팀이다.

## 역대 홈경기장

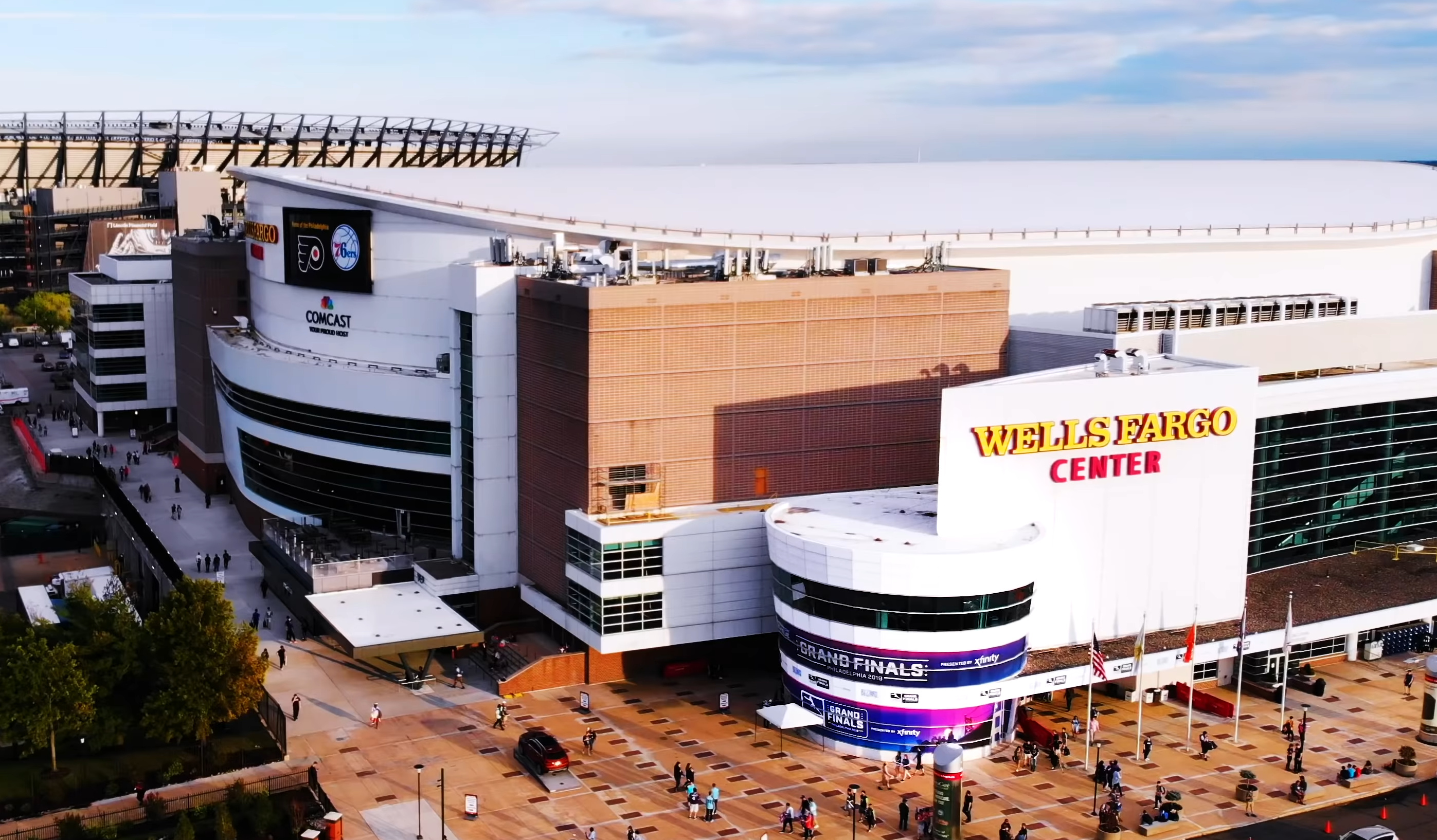
필라델피아 세븐티식서스의 홈경기장인 엑스피니티 모바일 아레나

| 경기장                             | 사용기간             | 수용인원 | 장소                      | 비고 |
| ---------------------------------- | -------------------- | -------- | ------------------------- | --- |
| 시러큐스 내셔널즈                  |                      |          |                           | |
| 스테이트 페어 콜리시엄             | 1946년~1951년        | 7,500명  | 뉴욕주 시러큐스           | 빈칸 |
| 오논다 카운티 워 메모리얼 콜리시엄 | 1951년~1963년        | 6,230명  | 뉴욕주 시러큐스           | 빈칸 |
| 필라델피아 세븐티식서스            |                      |          |                           | |
| 필라델피아 컨벤션 홀               | 1963년~1967년        | 12,000명 | 펜실베이니아주 필라델피아 | 빈칸 |
| 필라델피아 아레나                  | 1963년~1967년        | 7,000명  | 펜실베이니아주 필라델피아 | 제2홈경기장 |
| 코어스테이츠 스펙트럼              | 1967년~1996년 2009년 | 18,176명 | 펜실베이니아주 필라델피아 | 더 스펙트럼 (1967년~1994년) 2009년 한 경기를 했다.                                                                                |
| 엑스피니티 모바일 아레나           | 1996년~현재          | 21,000명 | 펜실베이니아주 필라델피아 | 코어스테이츠 센터 (1996년~1998년) 퍼스트 유니언 센터 (1998년~2003년) 와코비아 센터 (2003년~2010년) 웰스 파고 센터 (2010년~2025년) |
| 뉴 사우스 필라델피아 아레나        | 2030년~미래          | 미정     | 펜실베이니아주 필라델피아 | 빈칸 |

## 영구 결번
| 번호                    | 이름            | 포지션      | 활동 기간                   | 비고                           |
| ----------------------- | --------------- | ----------- | --------------------------- | ------------------------------ |
| 필라델피아 세븐티식서스 |                 |             |                             |                                |
| 2                       | 모제스 말론     | 센터        | 1982년~1986년 1993년~1994년 | 빈칸                           |
| 3                       | 앨런 아이버슨   | 가드        | 1996년~2006년 2009년~2010년 | 빈칸                           |
| 4                       | 돌프 셰이스     | 포워드/센터 | 1948년~1964년               | 빈칸                           |
| 6                       | 줄리어스 어빙   | 포워드      | 1976년~1987년               | 빈칸                           |
| 6                       | 빌 러셀         | 센터        | 빈칸                        | NBA 최초로 전 구단 영구결번됨. |
| 10                      | 모리스 칙스     | 가드        | 1978년~1989년               | 2005년~2008년 감독             |
| 13                      | 윌트 체임벌린   | 센터        | 1965년~1968년               | 빈칸                           |
| 15                      | 핼 그리어       | 가드        | 1958년~1973년               | 빈칸                           |
| 24                      | 바비 존스       | 포워드      | 1978년~1986년               | 빈칸                           |
| 32                      | 빌리 커닝햄     | 포워드      | 1965년~1972년 1974년~1976년 | 1977년~1985년 감독             |
| 34                      | 찰스 바클리     | 포워드      | 1984년~1992년               | 빈칸                           |
| 마이크로폰              | 데이비드 진코프 | 빈칸        | 1963년~1985년               | 빈칸                           |

## 라이벌
- 보스턴 셀틱스
- 새크라멘토 킹스

## 같이 보기
- 필라델피아 WNBA 팀